# كوه إنغ تونغ
كوه إنغ تونغ هو مصور وشخصية أعمال ماليزي، ولد في 1921، وتوفي في 2006.

## وصلات خارجية
- كوه إنغ تونغ على موقع أوليمبيديا (الإنجليزية)
- كوه إنغ تونغ على موقع اتحاد ألعاب الكومنولث (مؤرشف) (الإنجليزية)